# Anthropologie visuelle
L’anthropologie visuelle est une branche de l'anthropologie culturelle, appliquée dans l’étude et la production d’images, dans les domaines de la photographie, du cinéma ou, depuis le milieu des années 1990, dans celui des nouveaux média utilisés en ethnographie.
L’anthropologie culturelle, avec l’anthropologie physique (l’étude de l’homme biologique), est une bifurcation de l'anthropologie, en tant que science générale de l’Homme.
Ce concept englobe l’étude anthropologique de la représentation et de sa performance, dans le rituel, au spectacle, au cinéma, au musée, en art ou dans la production et réception des moyens de communication de masses, les médias.
Cette expression sert à renforcer l’idée de la présence du réel vu dans l’image comme étant plus fidèle que ce qu'on entend dans la parole ou dans le discours.
Le précurseur de l’anthropologie visuelle est Rudolf Poch, qui se sert par la première fois d’une caméra de cinéma dans ses expéditions en Afrique, enregistrant les habitudes des aborigènes pour la création d’archives en Allemagne. Il est aussi le premier à se rendre compte des distorsions provoquées par la simple présence de l’outil sur le comportement des gens représentés.
L’anthropologie visuelle est cultivée, en différents styles, par Robert Flaherty (un cinéaste, non un scientifique, mais l’inspirateur du mouvement) par Margaret Mead, par Asen Balikci, par Gregory Bateson - Trance and Dance in Bali (en) - article en anglais), Marcel Griaule, Germaine Dieterlen, Jean Rouch, celui-ci dans un registre moins conventionnel qui, dans beaucoup de ses ouvrages, mêle fiction et documentaire, ouvrant ainsi des nouvelles portes à la recherche anthropologique et à la modernité du cinéma. Il y a des images (il y en a toujours eu) où le réel se transfigure en art, en mettant à nu la beauté du vrai.
Sur l’essentiel, le concept d’anthropologie visuelle, bien que destiné à s’appliquer en sens restreint à la méthode scientifique, s’applique aussi, en sens général, pour désigner un souci important de l'être humain : celui de sa représentation par l’image.

### Liste de films
- Liste de films sur anthropologie visuelle

### Applications
- Photographie
  - scientifique (comme outil)
  - artistique (comme objet d’étude)
- Cinéma
  - film documentaire
    - film ethnographique
    - ethnofiction
    - docufiction (comme objet d’étude)

  - le film de fiction (comme objet d’étude)
- Médias

### Outils scientifiques
- Appareil photographique, caméra de cinéma, caméra vidéo, en supports argentiques ou numériques

### Objets d’étude
- Le réel
- Le contenu de l’image
- L’œil
- La perception visuelle
- L'analyse d'image
- L'interprétation
- L'icône